# Nessaea batesii
Nessaea batesii är en fjärilsart som beskrevs av Felder 1860. Nessaea batesii ingår i släktet Nessaea och familjen praktfjärilar. Inga underarter finns listade i Catalogue of Life.

## Bildgalleri

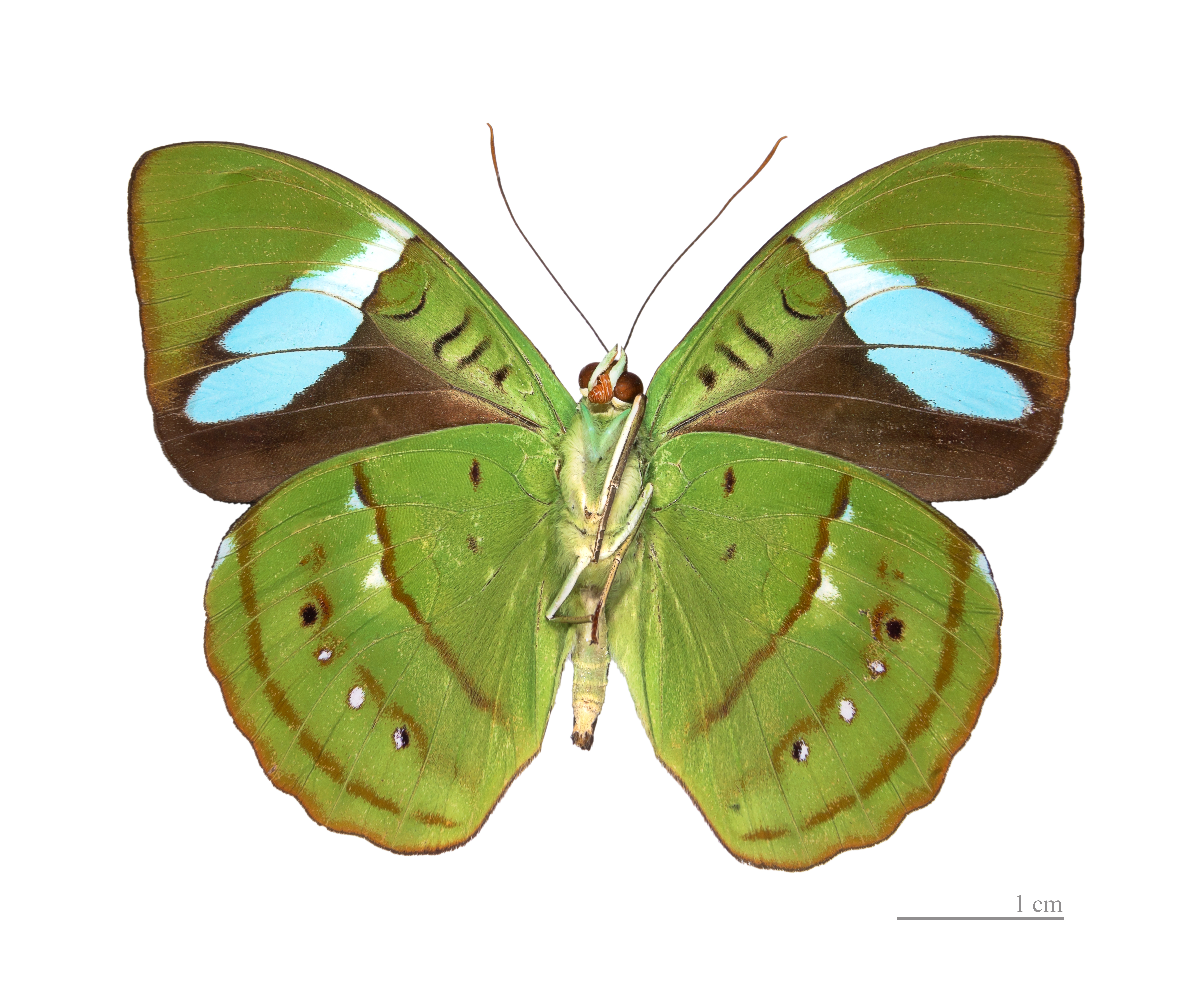
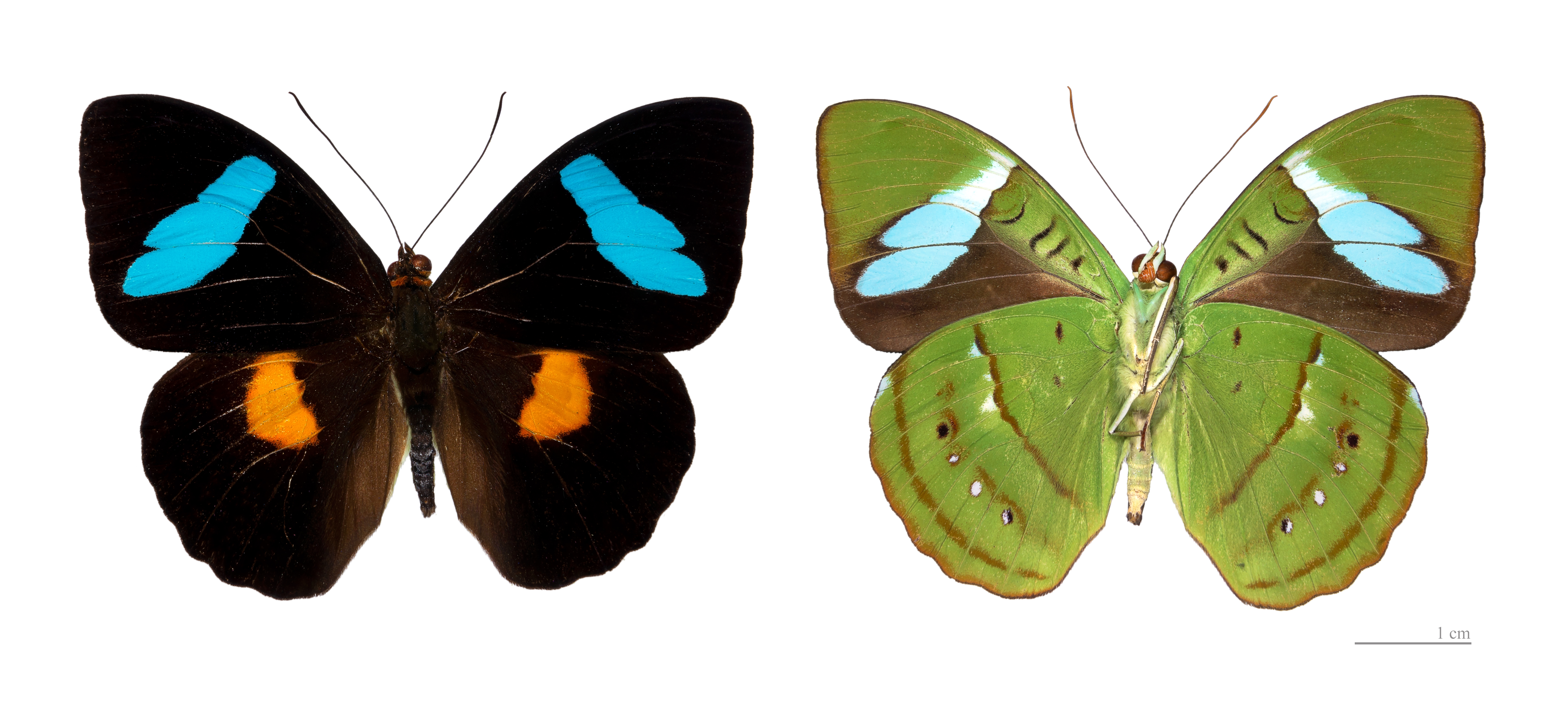